# Девяшиха
Девяшиха (устар. Девятиха) — река в России, протекает по территории Енисейского района Красноярского края, левый приток Енисея. Длина реки — 79 км, площадь водосборного бассейна — 610 км².
Исток находится на высоте около 104 м, три значительных притока:
- Сумина (она же Нижне-Сумина) — в 17 км по левому берегу, длина реки 17 км[3];
- Берёзовая[4] (в ГВР — река без названия) — в 33 км по правому берегу, длина реки 13 км[5];
- Сувина — 40 км по правому берегу, длина 31 км[6].

Впадает в Енисей в 6 км севернее посёлка Новоназимово, напротив острова Еловый, на расстоянии 1860 км от устья, высота устья Девяшихи 55 м.
По данным государственного водного реестра России относится к Енисейскому бассейновому округу.